# Junjirō Noguchi
Junjirō Noguchi (jap. 野口 潤次郎, Noguchi Junjirō; * 1948) ist ein japanischer Mathematiker.
1978 wurde Noguchi an der Universität Hiroshima promoviert. Er war bis zur Emeritierung  Professor an der  Universität Tokio.
Noguchi befasst sich mit Funktionentheorie mehrerer komplexer Variabler (Komplexe Geometrie) auch mit Anwendungen in der Zahlentheorie.
1980/81 war er am Institute for Advanced Study. 1995 bis 1999 war er im Executive Board der Japanischen Mathematischen Gesellschaft und 2002 erhielt er deren Analysis-Preis. Außerdem erhielt er den Tejima Memorial Publication Prize.

## Publikationen
- mit Takushiro Ochiai: Geometric Function Theory in Several Complex Variables [Geometrische Funktionstheorie in verschiedenen komplexen Variablen], AMS 1990
- Introduction to Complex Analysis [Einführung in die komplexe Analysis], AMS 1998
- mit Jörg Winkelmann: Nevanlinna Theory in Several Complex Variables and Diophantine Approximation [Die Nevanlinna-Theorie mit verschiedenen komplexen Variablen und die diophantische Approximation], Grundlehren der mathematischen Wissenschaften 350, Springer  2014
- Analytic Function Theory of Several Variables: Elements of Oka’s Coherence [Analytische Funktionstheorie mit verschiedenen Variablen: Elemente aus Okas Kohärenz], Springer 2016
- Kobayashi Hyperbolicity and Lang’s Conjecture [Kobayashi Hyperbolizität und Langs Vermutung], in: T. Ochiai, Noguchi u. a., Geometry and Analysis on Manifolds, In Memory of Prof. Shoshichi Kobayashi, Progress in Mathematics, Band 308, Birkhäuser 2015, S. 143–151